# Zemsta rōninów z Akō
Zemsta rōninów z Akō (jap. 赤穂浪士 Akō rōshi; rōninowie z Akō) – wendeta, której w 1703 roku dokonało czterdziestu siedmiu bezpańskich samurajów (rōninów) na wysoko postawionym japońskim urzędniku, mistrzu ceremonii Yoshinace (lub Yoshihisie) Kirze (1641–1703), sprawcy śmierci młodego pana domeny Akō, Naganoriego Asano (1667–1701). Za swój czyn rōninowie mieli być pierwotnie skazani na śmierć przez powieszenie. Jednakże w końcu pozwolono im na zadanie sobie honorowej śmierci poprzez popełnienie seppuku w 1703 roku. W Japonii sprawa ta znana jest jako Incydent w Akō ery Genroku (jap. 元禄赤穂事件 Genroku-Akō-jiken).

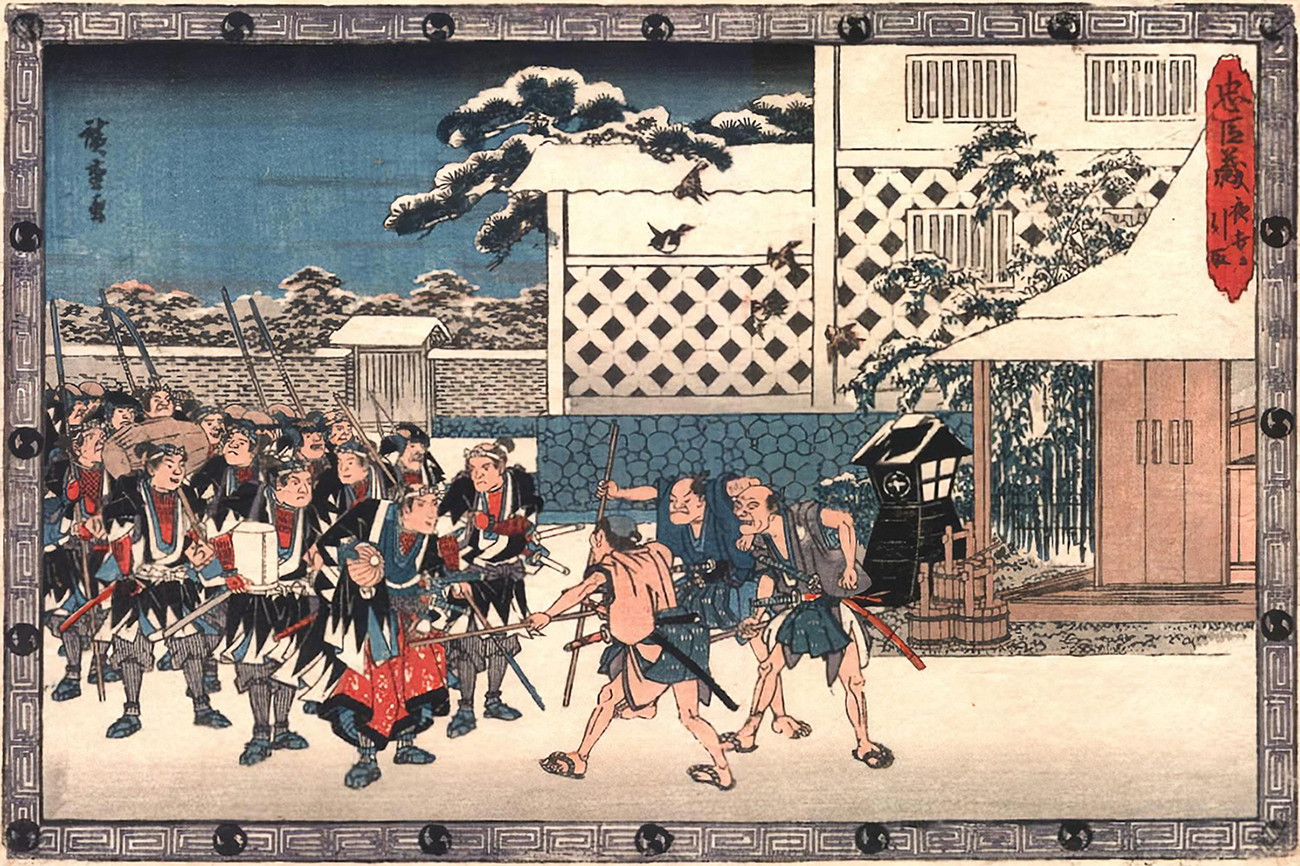
Ilustracja Hiroshige Utagawy do historii 47 rōninów, XIX wiek

Wydarzenie zostało spopularyzowane m.in. dzięki przedstawieniom teatru kabuki.

## Podłoże kulturowe

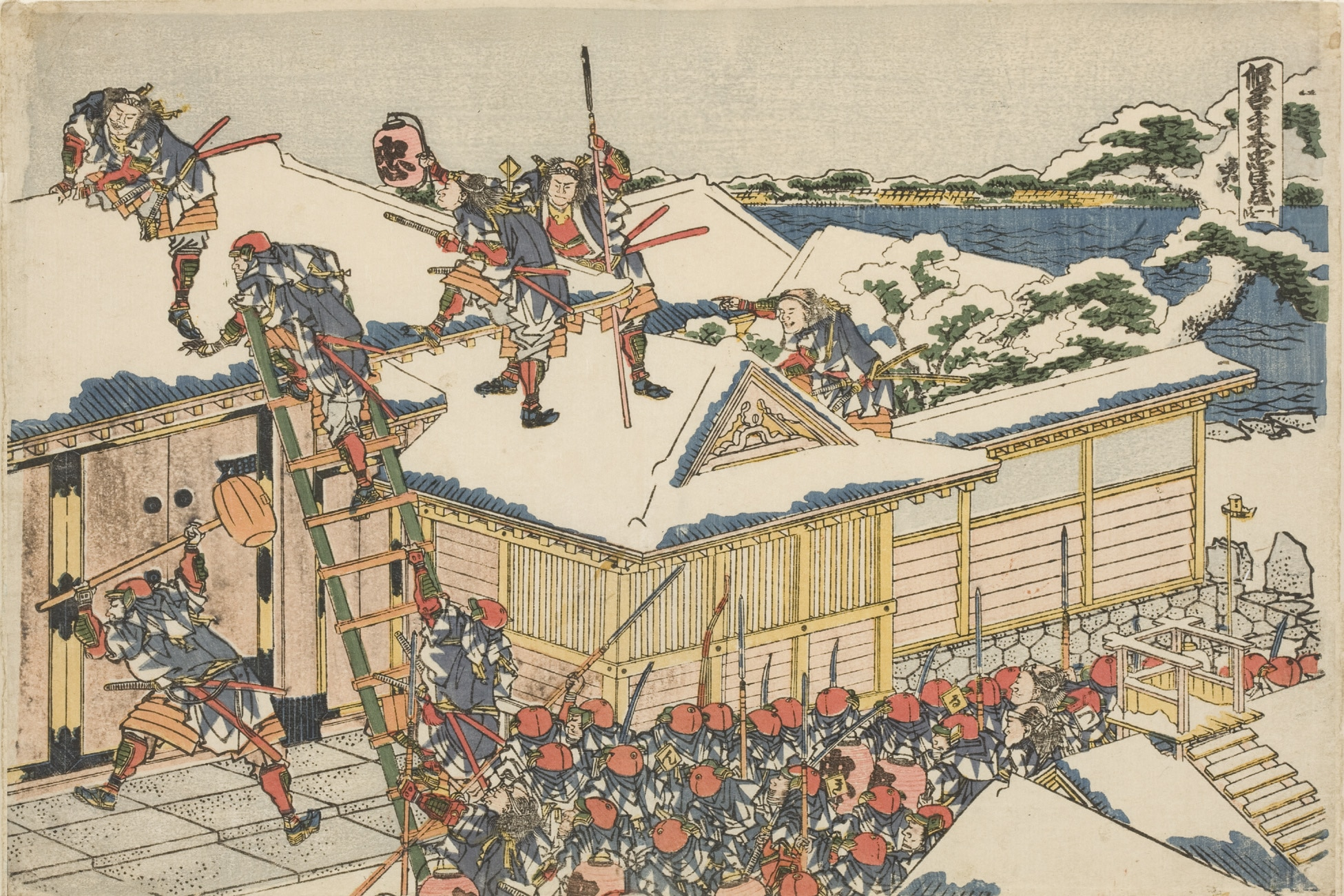
Atak rōninów na rezydencję Kiry (il. Hiroshige Utagawy, XIX wiek)

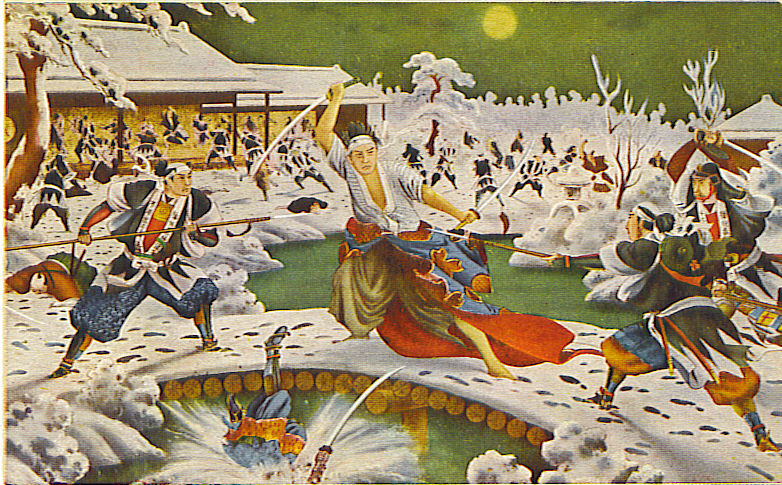
Scena z ataku na rezydencję Kiry (kartka pocztowa z około 1920 roku)

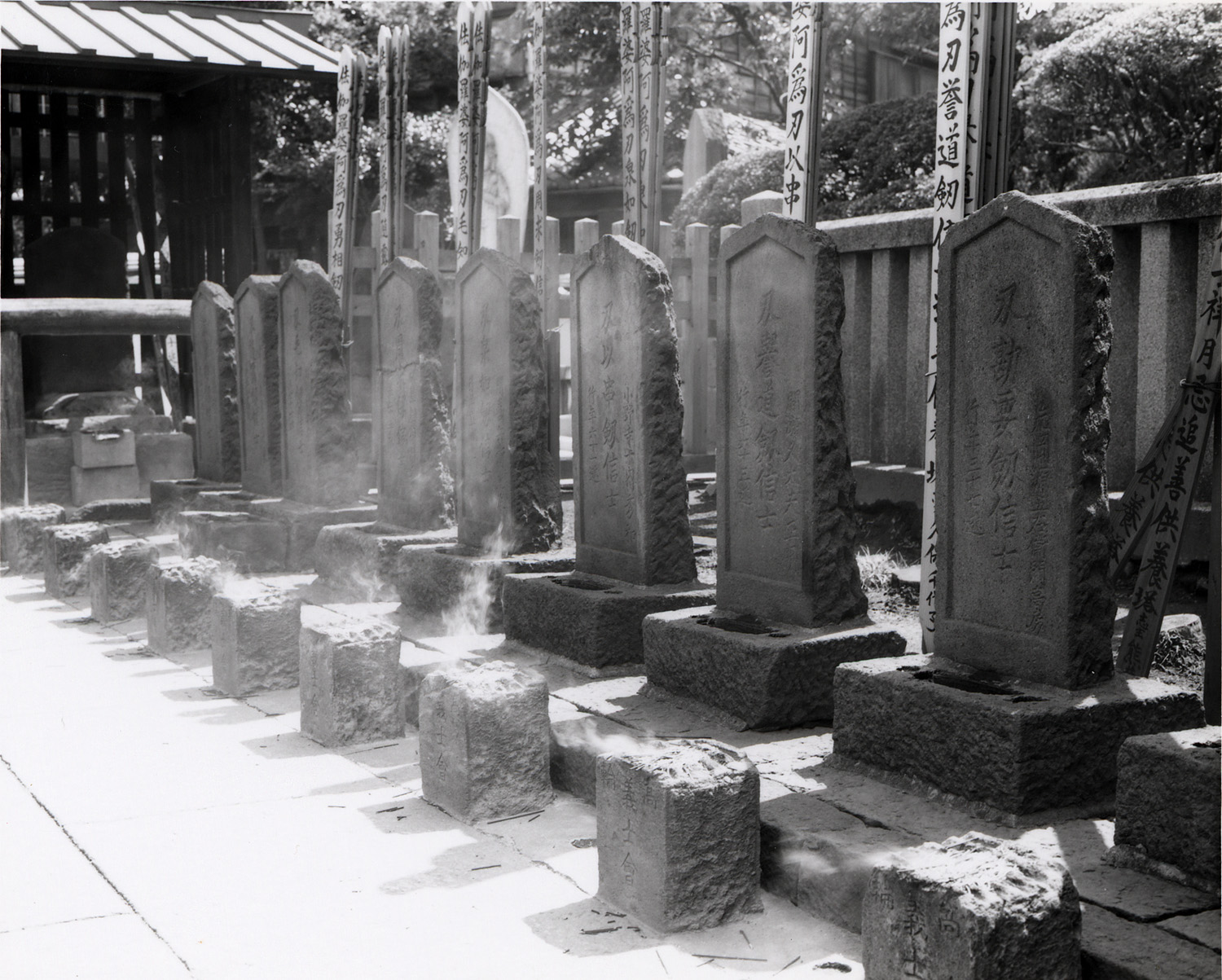
Groby 47 samurajów w świątyni Sengaku-ji w Tokio

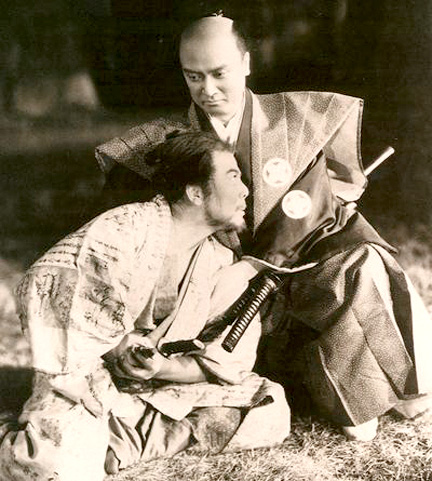
Scena z filmu „Czterdziestu siedmiu rōninów” w reżyserii Kenjiego Mizoguchiego z 1941 roku

W XVII wieku Japonia trwała w izolacji, co przyczyniło się do wykształcenia czysto japońskiej kultury. Pokój w kraju pozwolił na stabilizację administracji hanowej, gdzie byli zatrudniani wojownicy. Z czasem w miejsce walecznego wojownika pojawił się stereotyp szlachcica, który czcił swoje miecze, ale nie miał okazji ich użyć. Opowieści o wojnie przetrwały jedynie w podaniach. Samurajowie pozostawali bez zajęć i zaczęli osiedlać się w miastach (ze względu na twardy podział społeczeństwa na klasy nie wolno im było posiadać ziemi). Największym skupiskiem samurajów było miasto Edo, stolica siogunatu, centrum administracji handlowej. Znajdowały się tu także rezydencje daimyō, a wokół miasta skupiały się posiadłości ich wasali.
Ponieważ samurajom nie wolno było wojować, gdyż trwał pokój, ani zajmować się pracą fizyczną, wielu z nich rozpoczynało studia lub zatrudniało się w administracji. Z tego okresu właśnie pochodzi samurajski kodeks rycerski bushidō, zawierający m.in. najważniejsze zasady samurajów: lojalność wobec seniora i głowy rodziny. Przyjęcie kodeksu niejednokrotnie skutkowało aktami zemsty ze strony samurajów na krzywdzicielu ich zwierzchnika lub członka jego rodziny.

## Wendeta
W 1701 roku Japonią rządził z Edo kolejny siogun rodu Tokugawa, Tsunayoshi Tokugawa (1646–1709). Cesarz przebywał w stolicy – Kioto. Raz w roku wysyłał do sioguna wizytatora, którego należało ugościć z należytym mu szacunkiem. W 1701 roku Tsunayoshi wyznaczył do tego dwóch książąt. Jednym z nich był Naganori Asano z hanu Akō, nieobeznany z dworską etykietą dyplomatyczną. Miał mu w tym pomóc mistrz ceremoniału Yoshinaka Kira, jednak złośliwie naraził Asano na kompromitację. Młody Naganori złamał zasadę niedobywania broni na dworze sioguna i drasnął mieczem Kirę. Za to został skazany na seppuku.
Po śmierci Asano jego majątek został skonfiskowany. Trzystu jego samurajów zostało rōninami. Jeden z nich, Kuranosuke Ōishi (właśc. Yoshio Ōishi), zaplanował zemstę. W tym celu bezpańscy samuraje pozornie wiedli beztroski tryb życia, aby zmylić czujność Kiry. W ukryciu zaś Ōishi wraz z czterdziestoma sześcioma najwierniejszymi rōninami gromadził broń. 31 stycznia 1703 roku (choć wydarzenie jest współcześnie obchodzone w Japonii 14 grudnia) jego drużyna wdarła się na teren chronionej posiadłości Kiry. Przywódca osobiście dokonał zemsty na sprawcy śmierci swego pana. Głowa Kiry w procesji została zaniesiona na grób Asano do świątyni Sengaku-ji.

## Następstwa zemsty rōninów
Wendeta wiernych samurajów zyskała duży, pozytywny rozgłos w społeczeństwie, jednak ich czyn był niezgodny z obowiązującym prawem. Siogun Tsunayoshi dążył do uratowania samurajów przed wyrokiem śmierci. Trybunał Hyōjōsho wydał im również pozytywną opinię, zaznaczywszy, że są ludźmi honoru i nie zamierzali zakłócać panującego porządku. Ubiegał się o dożywotnie oddanie rōninów czterem daimyō, którzy traktowaliby ich z należytym szacunkiem. Mimo przychylności władz dla samurajów, w 1703 roku został wydany wyrok dla nich niekorzystny – seppuku. Prawdopodobnie sędziami kierował strach przed precedensem, który zagrażałby w przyszłości władzy.
Proces sądowy ukazał podwójną naturę rōjū – bezpośrednich wasali sioguna i jego najbliższych doradców, którzy mieli wydać wyrok. Z jednej strony samurajowie postąpili zgodnie z kodeksem bushidō, z drugiej zaś zakłócili porządek publiczny, nie poinformowawszy władzy o planowanej zemście. Dwojakość tę odzwierciedlała sentencja wyroku: 

W Japonii jest takie stare powiedzenie, że nie może pod jednym niebem żyć mężczyzna wraz z zabójcą ojca, matki, pana lub starszego brata. Jeżeli mężczyzna chce zabić takiego mordercę, musi najpierw zawiadomić o tym Hyōjōsho i określić, w ciągu ilu dni i miesięcy spodziewa się swój zamiar wykonać, musi to być bowiem wciągnięte do rejestru urzędu. Jeżeli zabije mordercę bez takiego uprzedzenia, sam będzie traktowany jako zwykły morderca.

## Upamiętnienie
Groby lojalnych rōninów znajdują się na terenie świątyni buddyjskiej Sengaku-ji w Tokio. Ich postawa stała się przykładem dla samurajów, poświęcających swoje życie swemu zwierzchnikowi zgodnie z samurajskim kodeksem rycerskim bushidō.
Czyn czterdziestu siedmiu samurajów został spopularyzowany dzięki licznym sztukom teatralnym, powstałym w krótkim czasie po wydarzeniu. Jedną z pierwszych sztuk wystawiono bezpośrednio po aferze w 1703 roku. Autorem dzieła był Monzaemon Chikamatsu. W 1744 roku powstała sztuka Skarbiec wasalnej lojalności (Chūshingura) autorstwa Izumo Takedy, grana do dziś przez teatr kabuki. Doczekała się także kilku adaptacji kinowych, m.in. filmów Czterdziestu siedmiu rōninów (1941) w reżyserii Kenjiego Mizoguchiego, Czterdziestu siedmiu wiernych rōninów (1958) w reżyserii Kunio Watanabe, 47 roninów w reżyserii Carla Erika Rinscha (2013), Last Knights w reżyserii Kiriya Kazuaki (2015).